# 白毫 (茶葉)

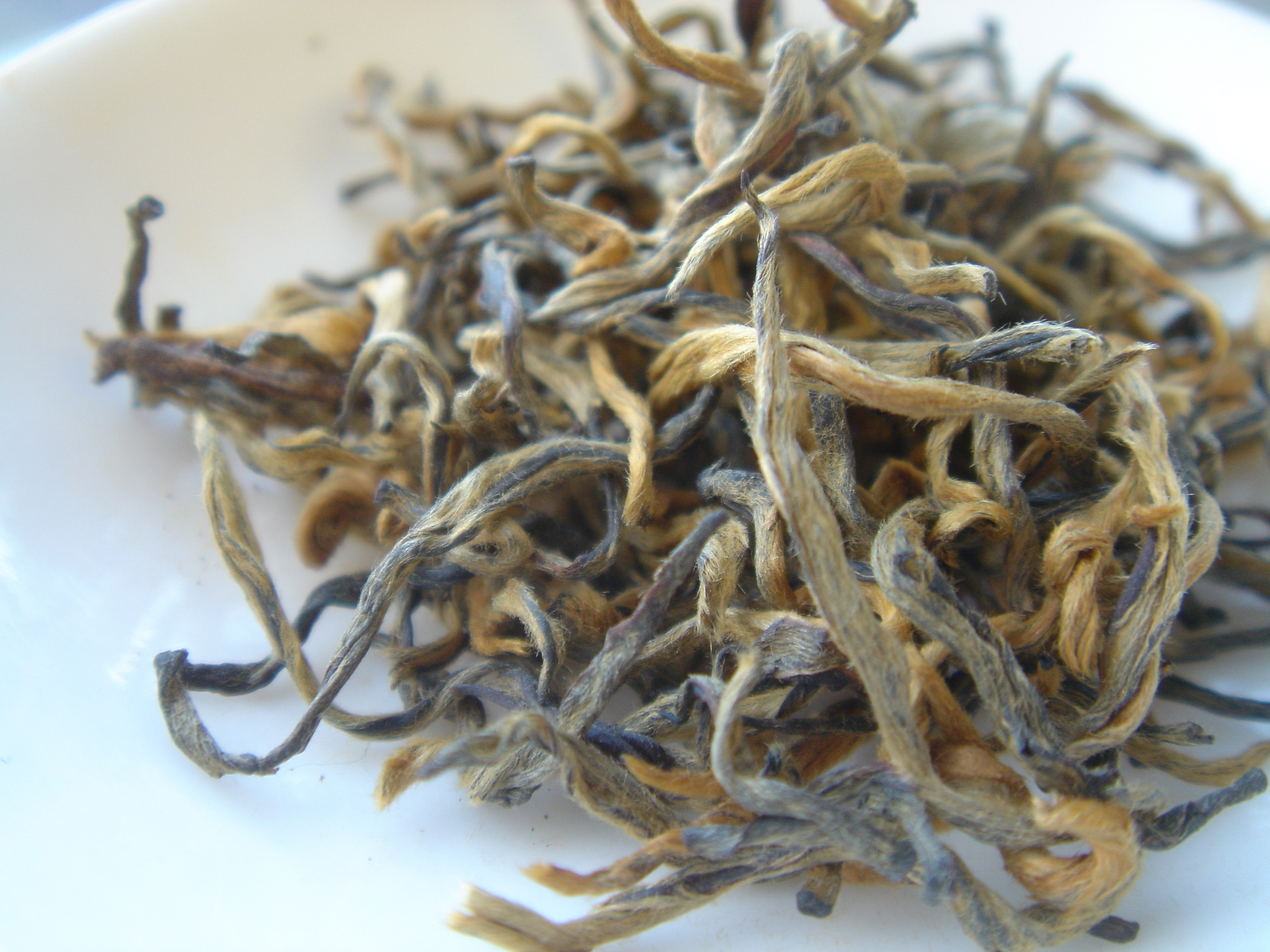
白毫在茶葉上

白毫是茶叶嫩芽背面生长的一层细绒毛，干燥后呈现白色，如果保持其不脱落，茶叶显现白色，为白茶，浸泡后，白毫仍然附着在茶叶上。绿茶经过揉捻，白毫脱落乾碎，沏茶后，碎落的白毫漂浮在水面，形成似乎像油膜一样，证明茶叶非常新鲜，如果保存时间长或经过长途运输，白毫散失，不会再有这种现象。其他种茶叶由于经过深加工，不会有白毫存在。